# Bethanienkirche (Frankfurt am Main)
Die evangelische Bethanienkirche im Frankfurter Stadtteil Frankfurter Berg ist der erste Kirchenneubau in Frankfurt am Main nach dem Zweiten Weltkrieg. Benannt wurde sie nach dem biblischen Ort Bethanien, der Heimat des Lazarus. Sie liegt im Nordwesten der Wohnsiedlung Frankfurter Berg am Wickenweg und bildet mit einer Kita, Schule und Polizeiwache ein kleines Siedlungszentrum. Entstanden ist die Kirche in den Jahren 1948 bis 1949 nach Plänen des Architekten Otto Bartning als sogenannte Notkirche.

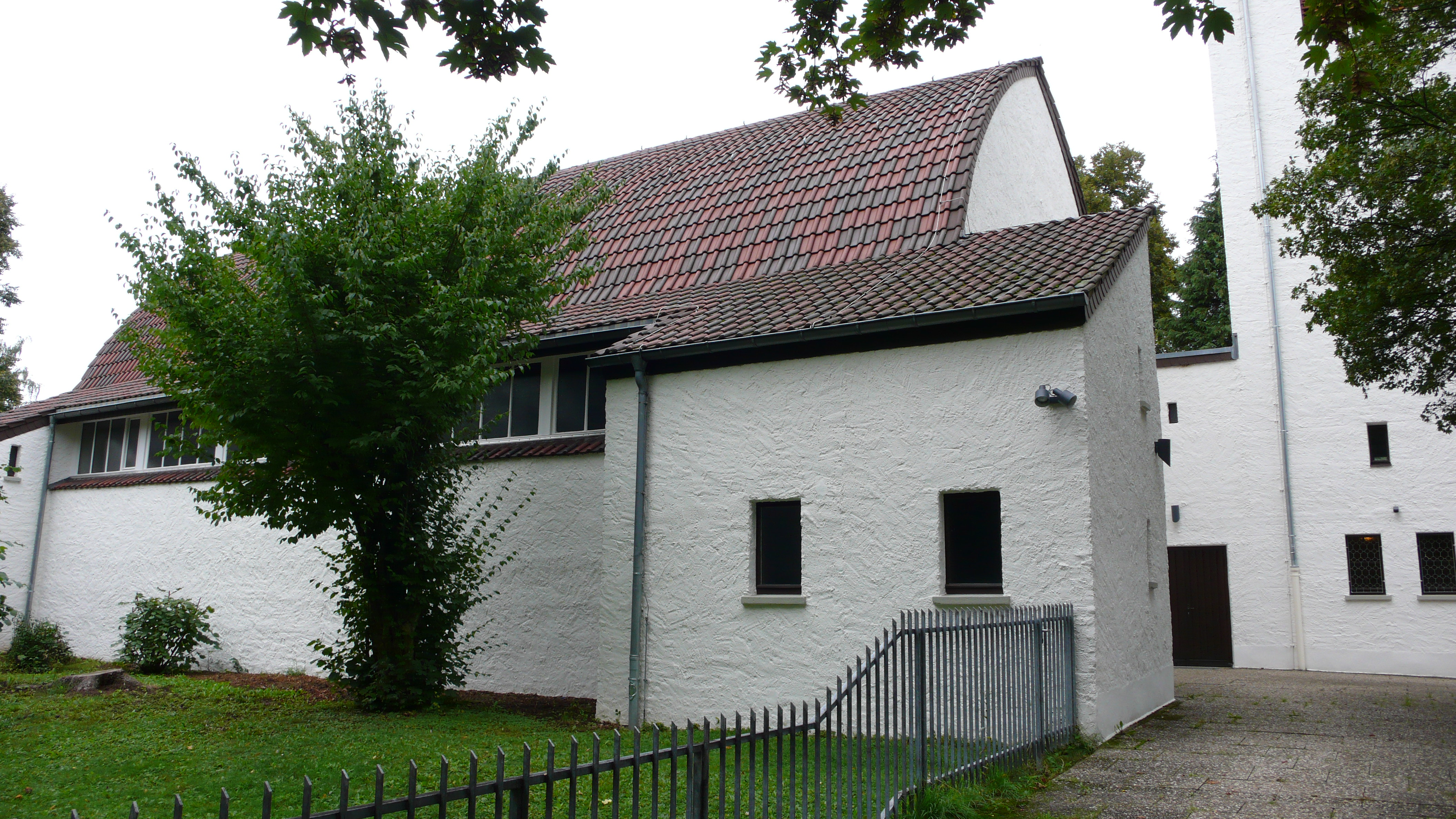
Bethanienkirche von Süden

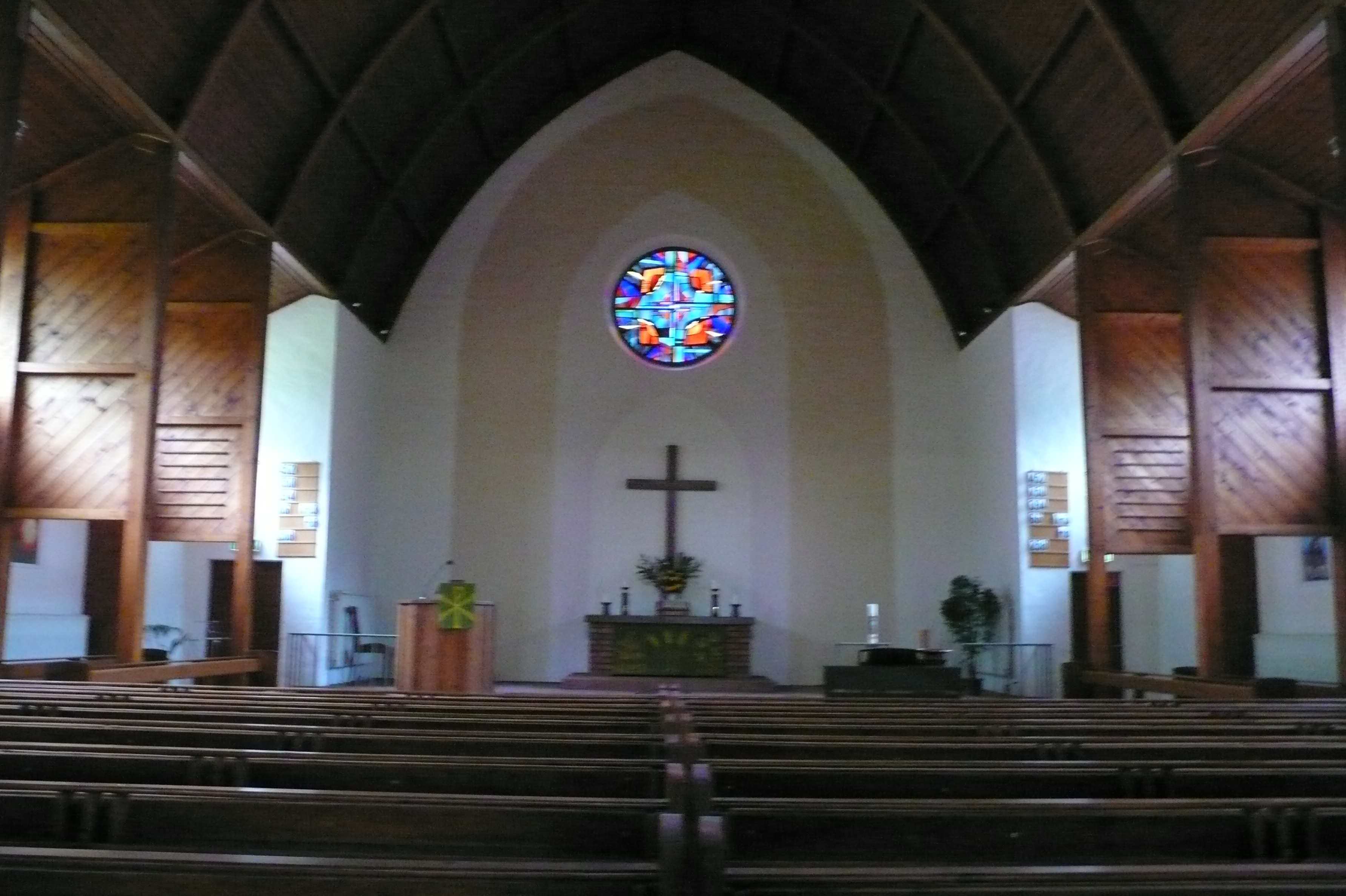
Bethanienkirche Innenraum

## Entstehung

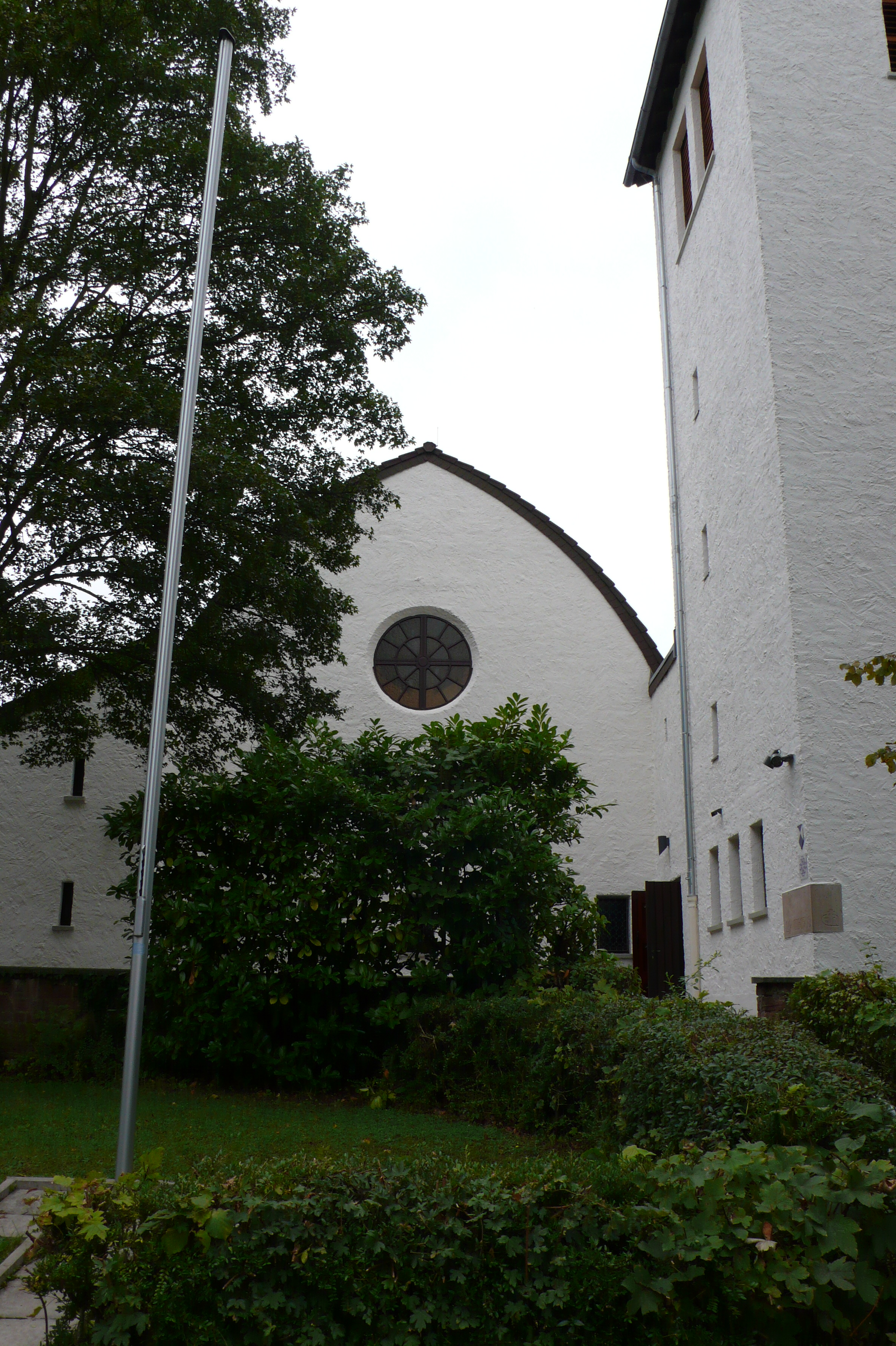
Bethanienkirche von Osten

Die Bewohner der in den 1930er Jahren gegründeten Wohnsiedlung Frankfurter Berg gehörten zunächst zur drei Kilometer entfernten Gemeinde Bonames. Im Jahr 1947 löste sich die etwa 1200 Mitgliedern umfassende Bethaniengemeinde von der Bonameser Gemeinde durch Neugründung ab. Um in den von Mangel geprägten Jahren nach dem Zweiten Weltkrieg eine Kirche bauen zu können, wandte man sich an das Evangelische Hilfswerk, das die Gemeinde in das Notkirchen-Programm aufnahm. Der Bau von mehr als vierzig Kirchen wurde durch weltweit gesammelte Spenden gefördert.
Für die Bethanienkirche wählte man aus den verschiedenen Typen des von Bartning entwickelten Programms den Typ A aus, der in Frankfurt gemeinsam mit der Bauabteilung des Evangelischen Gemeindeverbands ausgeführt wurde. Da der Notkirchentyp A in Emden vom Originalentwurf abweichend ein Satteldach erhielt, bildet die Frankfurter Bethanienkirche die einzige reine Umsetzung des von Bartning vorgesehenen gebauchten Dachstuhls. Die Notkirchen konzipierte Bartning als schlichte Holzkonstruktionen mit Ausmauerungen. Den Grundsätzen des Programms folgend, dass die Gemeindemitglieder zum Bau der Kirche beitragen mussten, wurde zunächst das Fundament der Bethanienkirchen in Eigenleistung erstellt. Der Grundstein wurde Ende August 1948 gelegt. Im Oktober trafen die in der Schweiz hergestellten Holztafelbauteile am Bonameser Bahnhof ein. Sie wurden vom Ingenieur E. Staudacher konzipiert. Bereits nach knapp einem Monat konnte Anfang November Richtfest gefeiert werden. Am Ostersonntag 1949 wurde die Bethanienkirche vom Frankfurter Propst, Pfarrer Goebels, geweiht. Der Kirchturm wurde 1957 und die Sakristei 1958 fertiggestellt.

## Architektur
Die schlichte Kirche und der separate Glockenturm sind hell verputzt. Die Architektur ist durch das Spitztonnendach geprägt, eine Sonderform des Tonnendachs. An den Giebelwänden und im Innenraum ist die besondere Dachform deutlich ablesbar. Die Binder der Dachkonstruktion erinnern an gotische Spitzbögen oder einen umgedrehten Schiffsrumpf. Die hölzerne Tragkonstruktion gliedert den Innenraum dergestalt, dass die an der Außenwand quer angeordneten wandartigen Fertigteile eine Art Seitenschiff bilden. Darauf lagert das Dach. Es dominiert unbehandeltes Holz, aus dem sowohl die tragenden Bauteile als auch die Wand- und Deckenbekleidungen bestehen. Der Innenraum erscheint dadurch in einem warmen Goldton und weist eine gute Akustik auf.
Eine architektonische Besonderheit der Notkirchen besteht darin, dass Bartning den Eingang seitlich und nicht wie üblich mittig anordnete. Der unscheinbare Zugang befindet sich zwischen Kirche und Turm. Diese – aus theologischen Überlegungen bewusst gewählte – Grundrisskonzeption führt dazu, dass man beim Eintreten zunächst die Gemeinde und erst dann Altar und Kreuz wahrnimmt.

## Ausstattung
Im rückwärtigen Kirchenraum befindet sich eine Orgelempore. Die Bänke der Bethanienkirche sind von der Seite zugänglich und haben keinen Mittelgang. Es haben etwa 300 Personen Platz. Tageslicht erhält der Raum von einfachen Fenstern, die sich zwischen Außenwand und Dach befinden sowie einer aus farbigem Glas gefertigten Rosette in der Giebelwand. Dieses Rundfenster, das aus blauen und roten, ein Kreuz darstellenden Gläsern gefertigt wurde, entwarf der Kunstmaler Hans Heinrich Adam. Es wurde 1965 eingebaut. Die aus der Entstehungszeit der Kirche stammenden, von Bartning entworfenen Leuchten sind im oberen Bereich der Holzwände angebracht. Der kastenartige Glaskörper der Lampen ist durch Stege dergestalt unterteilt, dass die Form eine „8“ bildet, ein bewusster Hinweis auf die Zahlensymbolik der Bibel. Das Altarkreuz stammt ebenfalls von Bartning und war sein Geschenk an die Gemeinde.
Die ursprüngliche, 1949 eingebaute Orgel wurde 1995 durch ein Instrument des Orgelbauers Johannus ersetzt. Die vier Glocken, die 1957 vom Gußstahlwerk Bochumer Verein hergestellt wurden, läuten in den Tönen fis – a – h – cis.
Die Kirche steht unter Denkmalschutz.